# 塞奥彭普斯 (斯巴达国王)
塞奥彭普斯（？—前675年），公元前720年至公元前675年斯巴达埃乌吕彭家族君主，第一次美塞尼亚战争（公元前735年至公元前715年）统帅，他可能设立了监察官制度，或与之更多的权力。